# Goéland hudsonien
Larus smithsonianus
Espèce
Statut de conservation UICN

 LC  : Préoccupation mineure
Le Goéland hudsonien (Larus smithsonianus), qui faisait autrefois partie du complexe d'espèces du Goéland argenté, est une espèce d'oiseau de la famille des Laridae.

## Distribution

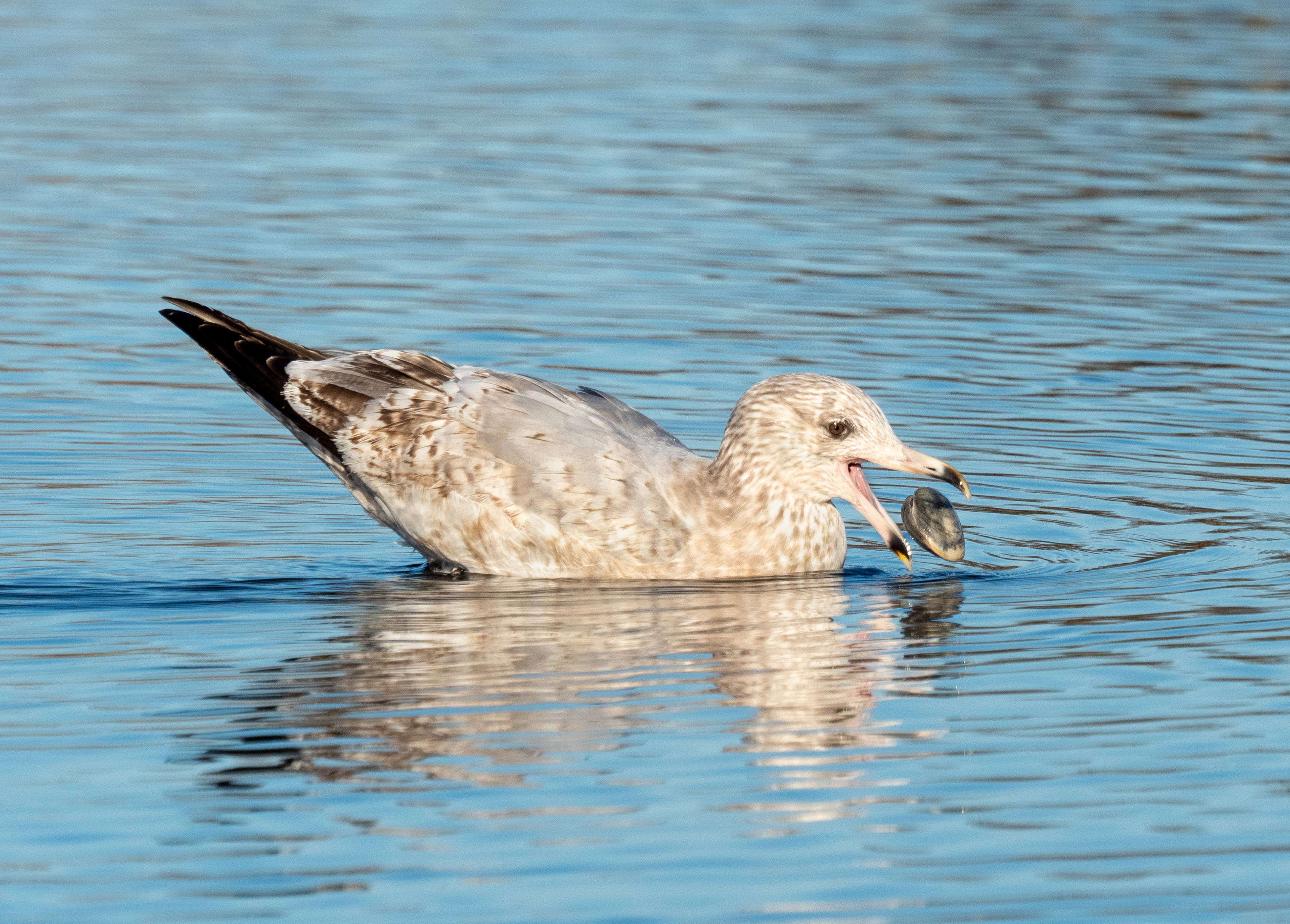
Un goéland hudsonien immature en train de manipuler une palourde vers Marine Park (Brooklyn park). Février 2023.

Carte de répartition
Aire de nidification
Présent à l'année
Aire d'hivernage